# Thoracibidion ruficaudatum
Thoracibidion ruficaudatum là một loài bọ cánh cứng trong họ Cerambycidae.